# دييغو غوتيريز تشافيز
دييغو غوتيريز تشافيز (بالإسبانية: Diego Gutiérrez Chávez)‏ هو لاعب كرة قدم مكسيكي، ولد في 24 أكتوبر 1993.